# Desmos evrardii
Desmos evrardii är en kirimojaväxtart som först beskrevs av Suzanne Ast, och fick sitt nu gällande namn av Ping Tao Li. Desmos evrardii ingår i släktet Desmos och familjen kirimojaväxter. Inga underarter finns listade i Catalogue of Life.